# Liang Asona
Liang Asona is een bestuurslaag in het regentschap Padang Lawas Utara van de provincie Noord-Sumatra, Indonesië. Liang Asona telt 320 inwoners (volkstelling 2010).